# Valeria Mancinelli

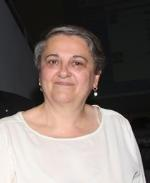
Bürgermeisterin Mancinelli (2015)

Valeria Mancinelli (* 13. März 1955 in Ancona) ist eine italienische Politikerin der Partito Democratico. Sie war 2013–2023 Bürgermeisterin der Hafenstadt Ancona.

## Ausbildung und Beruf
Mancinelli absolvierte ein Studium der Rechtswissenschaften an der Universität Macerata, das sie 1986 abschloss. Im Jahr darauf begann sie beim Anwaltsbüro Riccardo Stecconi in Ancona zu arbeiten, wo sie 1992 Partnerin wurde. Sie ist spezialisiert auf Zivilrecht und Verwaltungsrecht, Reformen von Behörden und öffentlichen Unternehmen.

## Politik
Als 28-Jährige wurde Mancinelli Beigeordnete („Assessore“) für Soziales und Umwelt in Ancona. Diese Position hatte sie zwei Jahre lang inne. Sie engagierte sich dabei insbesondere für die Errichtung des Naturparks Parco regionale del Conero (gegründet 1987).
Im Juni 2013 wurde sie als Kandidatin eines Mitte-links-Bündnisses aus PD, Grünen, UdC und Scelta Civica mit 37,65 % der Stimmen im ersten Wahlgang und 62,59 % in der Stichwahl zur Bürgermeisterin von Ancona gewählt. Sie ist die erste Frau in diesem Amt. 2018 wurde sie mit 48 % der Stimmen im ersten und 62,8 % im zweiten Wahlgang in ihrem Amt bestätigt.
Außerdem wurde ihr 2018 die Auszeichnung World Mayor verliehen. Die Jury begründete die Entscheidung mit der starken wirtschaftlichen Entwicklung Anconas seit Mancinellis Amtsantritt, der auf einer engen Zusammenarbeit von privatem und öffentlichem Sektor beruht. Außerdem wurde ihre öffentliche Kommunikation, die auch Probleme offen anspricht, als vorbildlich gelobt.